# Sonic Boom: Fuego y Hielo
Sonic Boom: Fuego y Hielo, conocidos en Japón como Sonikku Tūn Faiā & Aisu (ソニックトゥーン ファイアー＆アイス) (o Sonic Boom: Fire & Ice en Inglés) es un juego de plataformas de acción y aventuras de desplazamiento lateral 2.5D, desarrollado por Sanzaru Games y publicado por Sega. Es el tercer videojuego basado en la serie de televisión Sonic Boom y la secuela de Sonic Boom: Shattered Crystal. Fue lanzado exclusivamente para Nintendo 3DS en 2016. Nintendo of Europe es responsable de las ventas, marketing y distribución del juego en toda Europa, mientras que Sega of Europe se mantuvo como editor.

## Trama
La historia comienza con el Dr. Eggman habiendo descubierto un nuevo elemento llamado sobrealimento Ragnio en la mítica isla de Ragna Rock que pueden alimentar sus robots y hacerlos más rápidos que Sonic. Eggman entonces programa rápidamente a sus robots mineros para buscar la isla de Ragnio de sus secuaces en un esfuerzo por desacreditar a su archienemigo azul. Sin embargo, uno de los robots de Eggman mineros denominado D-Fekto, que fue diseñado para encontrar el Ragnio utilizando sus poderes magnéticos, debido a fallos de funcionamiento se vuelve capaz de magnetizar todo lo que no sea Ragnio. Con esta capacidad, D-Fekto gana más poder y desordena el medio ambiente con los subproductos de la operación de la mina, que la tubería fuera de las islas adyacentes, creando el fuego y el hielo. Con D-Fekto conducido a derrotar a Sonic el uso de sus nuevos poderes, Dr. Eggman lo convirtió en uno de sus defensores de la isla para él y su ejército de confrontación corredores Egg-Bot como Sonic hace. Por lo tanto, es hasta Sonic Team para recuperar las islas de Eggman y sus ejércitos, a revertir el flujo de los tubos elementales, y restablecer el equilibrio con el medio ambiente. Todo culmina con una batalla épica en la Isla de Ragna Rock, donde Sonic sólo puede tener que guardar el Dr. Eggman de su propia creación.

## Doblaje
| Personaje            | Actor de voz           | Actor de voz      | Actor de voz          |
| Personaje            | Inglés                 | Japonés           | Español               |
| Sonic the Hedgehog   | Roger Craig Smith      | Jun'ichi Kanemaru | Jonatán López         |
| Miles "Tails" Prower | Colleen O'Shaughnessey | Ryō Hirohashi     | Graciela Molina       |
| Knuckles the Echidna | Travis Willingham      | Nobutoshi Canna   | Sergio Mesa           |
| Amy Rose             | Cindy Robinson         | Taeko Kawata      | Meritxell Ribera      |
| Sticks the Badger    | Nika Futterman         | Aoi Yūki          | Carmen Ambrós         |
| Doctor Eggman        | Mike Pollock           | Kotaro Nakamura   | Francesc Belda        |
| Orbot                | Kirk Thornton          | Mitsuo Iwata      | Albert Vilcan         |
| Cubot                | Wally Wingert          | Wataru Takagi     | Xadi Mouslemeni Mateu |